# Kazaczja Kamienka
Kazaczja Kamienka (ros. Казачья Каменка) – wieś (ros. деревня, trb. dieriewnia) w zachodniej Rosji, w sielsowiecie durowskim rejonu rylskiego w obwodzie kurskim.

## Geografia
Miejscowość położona jest nad rzeką Kamienka, 3 km od centrum administracyjnego sielsowietu durowskiego (Durowo), 9,5 km od centrum administracyjnego rejonu (Rylsk), 115 km od Kurska.

## Demografia
W 2010 r. miejscowość zamieszkiwało 20 osób.